# Still Got the Blues
Albums de Gary Moore
After the War
(1989) After Hours
(1992)
Singles
1. Oh Pretty Woman
Sortie : mars 1990
2. Still Got the Blues (for You)
Sortie : avril 1990
3. Walking By Myself
Sortie : août 1990
4. Too Tired
Sortie : novembre 1990

Still Got the Blues est le huitième album studio du guitariste nord-irlandais, Gary Moore. Il est paru le 26 mars 1990 sur le label Virgin Records et a été produit par Gary Moore et Ian Taylor.

## Historique
L'une de ses caractéristiques est la convergence des styles qu'affectionne le guitariste : on y retrouve sa patte et les influences qui se sont exprimées dans ses contributions antérieures (jazz fusion avec Colosseum II, rock et hard rock avec Skid Row, Thin Lizzy et sur G-Force). Comme l'indique son titre, il marque le tournant de Gary Moore vers un style blues électrique plus affirmé.
L'album a bénéficié des contributions de quelques gloires du blues et du rock comme Albert King, Albert Collins et George Harrison. Pour l'anecdote, Moore a choisi d'enregistrer les voix avec un microphone dynamique supercardioïde Shure Beta 58 directement dans la pièce de mixage plutôt qu'avec un gros micro dans une cabine de prise de son. Il souhaitait donner au son une touche plus authentique, plus passionnelle et proche d'une émotion "live", pour éviter un son de studio trop lissé.
Le succès de l'album a été conséquent : il reste certainement un des plus gros succès solo de Gary Moore (disque de platine au Royaume-Uni). Il a intéressé les anciens fans et permis à d'autres auditeurs de découvrir le guitariste irlandais.
Le 3 décembre 2003, la Cour de justice de Munich (Allemagne) a statué que le solo du titre éponyme, Still Got the Blues, plagiait celui d'une chanson peu connue hors d'Allemagne et publiée en 1974 sous le titre Nordrach par le groupe allemand Jud's Gallery. Moore a nié connaître la chanson, en raison notamment de l'impossibilité de se procurer le disque ou le CD à l'époque de l'enregistrement de son album. La Cour a statué en considérant que la chanson avait pu être entendue à la radio ou reprise lors d'une prestation live à laquelle il aurait pu assister. La Cour a aussi reconnu qu'il n'y avait aucune évidence que le préjudice soit volontaire, mais que malgré tout ceci constituait une violation du copyright de la chanson Nordrach indépendamment de l'intention. En conséquence Moore a versé un montant (non connu) de dommages et intérêts à Juergen Winter, leader de Jud's Gallery.
Cet album se classa à la première place des charts aux Pays-Bas et en Suède. Dans les charts britanniques il atteignit la 13e place et aux États-Unis, la 83e, ce qui reste le meilleur classement d'un album de Gary Moore dans le Billboard 200. Il sera récompensé par de nombreux disque d'or et de platine.

## Liste des pistes
| No  | Titre                      | Auteur                                               | Durée |
| --- | -------------------------- | ---------------------------------------------------- | ----- |
| 1.  | Moving On                  | Gary Moore                                           | 2:38  |
| 2.  | Oh Pretty Woman            | Williams                                             | 4:24  |
| 3.  | Walking by Myself          | Jimmy Rogers                                         | 2:55  |
| 4.  | Still Got the Blues        | Moore                                                | 6:08  |
| 5.  | Texas Strut                | Moore                                                | 4:50  |
| 6.  | Too Tired                  | Saul Bihari, Maxwell Davis, Johnny « Guitar » Watson | 2:49  |
| 7.  | King of the Blues          | Moore                                                | 4:34  |
| 8.  | As the Years Go Passing By | Dan Malone                                           | 7:42  |
| 9.  | Midnight Blues             | Moore                                                | 4:57  |
| 10. | That Kind of Woman         | George Harrison                                      | 4:28  |
| 11. | All Your Love              | Otis Rush                                            | 3:39  |
| 12. | Stop Messin' Around        | Peter Green                                          | 3:52  |

Titre bonus réédition 2002
| No  | Titre                  | Auteur                       | Durée |
| --- | ---------------------- | ---------------------------- | ----- |
| 13. | The Stumble            | Freddie King, Sonny Thompson | 3:01  |
| 14. | Left Me with the Blues | Moore                        | 3:05  |
| 15. | Further Up the Road    | Don Robey, Joe Medwick       | 4:08  |
| 16. | Mean Cruel Woman       | Moore                        | 2:48  |
| 17. | The Sky Is Crying      | Elmore James                 | 4:54  |

## Musiciens participants à L'album
- Gary Moore : chant, guitares
- Andy Pyle : basse (1, 2, 3, 4, 6, 7, 9, 11, 12)
- Bob Daisley : basse (5, 8, 10)
- Graham Walker : batterie (1, 2, 3, 4, 6, 9, 10, 11, 12)
- Brian Downey : batterie (5, 7, 8)
- Don Airey : orgue Hammond, claviers (2, 4, 5, 6, 7, 8)
- Nicky Hopkins : piano (4, 8, 10)
- Mick Weaver : piano (1, 3, 9, 12), orgue Hammond (11)
- Frank Mead : saxophone alto et ténor (2, 6, 7, 8, 10, 12), harmonica (3)
- Nick Payn : saxophone bariton (2, 6, 7, 8, 10)
- Nick Pentelow : saxophone ténor(2, 7, 10)
- Andy Hamilton (saxophonist)|Andy Hamilton : saxophone (6)
- Raul d'Oliveira : trompette (2, 7)
- Stuart Brooks : trompette (6)
- Martin Drover : trompette (10)
- Gavyn Wright : strings (4, 9)

Invités spéciaux
- Albert King : guitare sur Oh pretty Woman
- Albert Collins : guitare sur Too Tired
- George Harrison : guitare rythmique et slide, chœurs sur That Kind of Woman

## Charts et certifications

### Album
Charts
| Pays             | Durée du classement | Meilleur classement | Date             |
| ---------------- | ------------------- | ------------------- | ---------------- |
| Allemagne        | 57 semaines         | 4e                  | 23 janvier 1990  |
| Australie        | 31 semaines         | 5e                  | 15 juillet 1990  |
| Autriche         | 24 semaines         | 13e                 | 6 mai 1990       |
| États-Unis       | 42 semaines         | 83e                 | 16 février 1991  |
| Norvège          | 26 semaines         | 2e                  | 23 avril 1990    |
| Nouvelle-Zélande | 39 semaines         | 14e                 | 1er juillet 1990 |
| Pays-Bas         | 32 semaines         | 1er                 | 30 juin 1990     |
| Royaume-Uni      | 26 semaines         | 13e                 | 7 avril 1990     |
| Suède            | 14 semaines         | 1er                 | 9 mai 1990       |
| Suisse           | 31 semaines         | 3e                  | 15 avril 1990    |

Certifications
| Pays             | Certification | Ventes    | Date               |
| ---------------- | ------------- | --------- | ------------------ |
| Allemagne        | Or            | 250 000 + | 1990               |
| États-Unis       | Or            | 500 000 + | 16 novembre 1995   |
| Finlande         | Or            | 25 000 +  | 1991               |
| Nouvelle-Zélande | Or            | 7 500 +   | 23 septembre 1990  |
| Pays-Bas         | Platine       | 80 000 +  | 1990               |
| Royaume-Uni      | Platine       | 300 000 + | 1er septembre 1994 |
| Suisse           | Platine       | 50 000 +  | 1991               |

### Charts singles
- Le single Moving On est sorti en Espagne et aux États-Unis uniquement pour la promotion de l'album [14].
- Le single Midnight Blues est sorti en Allemagne uniquement pour la promotion de l'album [15].

Oh Pretty Woman
| Chart                  | durée du classement | Position | Date             |
| ---------------------- | ------------------- | -------- | ---------------- |
| UK Singles Chart       | 4 semaines          | 48e      | 31 mars 1990     |
| Mainstream Rock Tracks | 12 semaines         | 15e      | 7 juillet 1990   |
| ARIA Charts            | 1 semaine           | 50e      | 1er juillet 1990 |
| (V) Ultratop           | 6 semaines          | 19e      | 5 mai 1990       |
| Mega Top 50            | 12 semaines         | 8e       | 21 avril 1990    |

Still Got the Blues (for You)
| Chart                  | durée du classement | Position | Date             |
| ---------------------- | ------------------- | -------- | ---------------- |
| UK Singles Chart       | 7 semaines          | 31e      | 2 juin 1990      |
| Hot 100                | 3 semaines          | 97e      | 16 février 1991  |
| Mainstream Rock Tracks | 22 semaines         | 9e       | 17 novembre 1990 |
| Adult contemporary     | 4 semaines          | 43e      | 9 mars 1991      |
| Single Top 100         | 25 semaines         | 28e      | 6 août 1990      |
| ARIA Charts            | 19 semaine          | 18e      | 5 août 1990      |
| (V) Ultratop           | 15 semaines         | 1er      | 21 juillet 1990  |
| VG-lista               | 13 semaines         | 3e       | 30 juillet 1990  |
| Mega Top 50            | 15 semaines         | 2e       | 23 juin 1990     |
| Sverigetopplistan      | 7 semaines          | 4e       | 4 juillet 1990   |
| Schweizer Hitparade    | 1 semaine           | 50e      | 20 février 2011  |

Walking By Myself
| Chart            | durée du classement | Position | Date               |
| ---------------- | ------------------- | -------- | ------------------ |
| UK Singles Chart | 5 semaines          | 48e      | 1er septembre 1990 |
| (V) Ultratop     | 4 semaines          | 26e      | 20 octobre 1990    |
| Mega Top 50      | 9 semaines          | 28e      | 15 septembre 1990  |

Too Tired
| Chart            | durée du classement | Position | Date             |
| ---------------- | ------------------- | -------- | ---------------- |
| UK Singles Chart | 5 semaines          | 71e      | 15 décembre 1990 |

Movin' On
| Chart                  | durée du classement | Position | Date        |
| ---------------------- | ------------------- | -------- | ----------- |
| Mainstream Rock Tracks | 6 semaines          | 30e      | 9 mars 1991 |